# Tadao Horie
Tadao Horie (13 septembrie 1913 - 29 martie 2003) a fost un fotbalist japonez.

## Statistici
| Japonia | Japonia | Japonia |
| An      | Meciuri | Goluri  |
| ------- | ------- | ------- |
| 1934    | 2       | 0       |
| 1935    | 0       | 0       |
| 1936    | 1       | 0       |
| Total   | 3       | 0       |